# Depository Trust & Clearing Corporation
La Depository Trust & Clearing Corporation (DTCC) est une société américaine de service financiers post-trade qui fournit des services de compensation et de règlement-livraison pour les marchés financiers. Il effectue l'échange de valeurs mobilières pour le compte d'acheteurs et de vendeurs, et fonctionne comme un dépositaire central de titres.
DTCC est né en 1999 de la création d'une société holding regroupant la Depository Trust Company (DTC) et de la National Securities Clearing Corporation (NSCC). Détenue et dirigée par ses utilisateurs, elle automatise, centralise, normalise, et rationalise les processus dans les marchés de capitaux. Par le biais de ses filiales, la DTCC fournit compensations, règlements et services d'information sur les actions, les obligations d'entreprises et publiques, des produits dérivés de gré à gré. Elle gère également les transactions entre fonds mutuels placement et d'assurance des transporteurs et de leurs investisseurs respectifs.
En 2011, la DTCC a réglé la grande majorité des transactions sur titres dans les États-Unis et près de 1,7 trillion[source détournée],, dans le monde, ce qui en fait le plus grand gérant de titres financiers au monde. La DTCC exploite des installations à New York et en plusieurs endroits du globe.